# 베티 헤닝스
베티 마틸데 헤닝스(덴마크어: Betty Mathilde Hennings, 결혼 이전의 성(姓): 슈넬(Schnell), 1850년 10월 26일 코펜하겐 ~ 1939년 10월 27일 겐토프테 시)는 덴마크의 배우이다.
코펜하겐에서 재단사 스티 예르겐 슈넬(Stig Jørgen Schnell)과 그의 아내인 레기네 소피 도로테아 슈미트(Regine Sophie Dorothea Schmidt)의 딸로 태어났다. 1877년에는 작곡가 헨리크 헤닝스(Henrik Hennings)와 결혼했다.
덴마크 왕립극장에서 발레 무용수로 활동했지만 1870년에 배우로 전향하게 된다. 1870년부터 1908년까지 연극 배우로 활동했으며 헨리크 입센의 희곡 《인형의 집》에서 노라(Nora) 역할을 맡은 것으로 유명하다.